# Medford (Nova York)
Medford és una concentració de població designada pel cens dels Estats Units a l'estat de Nova York. Segons el cens del 2000 tenia 21.985 habitants.

## Demografia
Segons el cens del 2000, Medford tenia 21.985 habitants, 6.791 habitatges, i 5.629 famílies. La densitat de població era de 806,1 habitants per km².
Dels 6.791 habitatges en un 42,6% hi vivien nens de menys de 18 anys, en un 68,2% hi vivien parelles casades, en un 10,7% dones solteres, i en un 17,1% no eren unitats familiars. En el 13,2% dels habitatges hi vivien persones soles el 5,2% de les quals corresponia a persones de 65 anys o més que vivien soles. El nombre mitjà de persones vivint en cada habitatge era de 3,23 i el nombre mitjà de persones que vivien en cada família era de 3,52.
Per edats la població es repartia de la següent manera: un 27,7% tenia menys de 18 anys, un 8,9% entre 18 i 24, un 30,9% entre 25 i 44, un 24,7% de 45 a 60 i un 7,8% 65 anys o més.
L'edat mediana era de 35 anys. Per cada 100 dones de 18 o més anys hi havia 94,7 homes.
La renda mediana per habitatge era de 67.153 $ i la renda mediana per família de 70.493 $. Els homes tenien una renda mediana de 46.485 $ mentre que les dones 30.427 $. La renda per capita de la població era de 22.579 $. Entorn de l'1,5% de les famílies i el 3,3% de la població estaven per davall del llindar de pobresa.